# Dekarsön
Dekarsön – miejscowość (småort) w Szwecji w gminie Örnsköldsvik w regionie Västernorrland. Około 110 mieszkańców.